# Pollyanna Chu
Pollyanna Chu (* 1958 in Hongkong) ist eine Unternehmerin aus Hongkong und eine der reichsten Frauen in China.

## Leben
Chu erwarb ihren Bachelor an der Golden Gate University. Sie ist eine Führungskraft der Kingston Financial Group, der Golden Resorts Group und von Sincere Watch, allesamt Immobilienunternehmen bzw. Immobilieninvestoren. Mitte 2018 wurde ihr Vermögen von Forbes auf 7 Milliarden US-Dollar geschätzt. Im Laufe des Jahres 2018 verlor sie allerdings drei Viertel ihres Vermögens.